# Murtin-et-Bogny
Murtin-et-Bogny és un municipi francès situat al departament de les Ardenes i a la regió del Gran Est. L'any 2007 tenia 178 habitants.

## Demografia

### Població
El 2007 la població de fet de Murtin-et-Bogny era de 178 persones. Hi havia 64 famílies de les quals 16 eren unipersonals (4 homes vivint sols i 12 dones vivint soles), 16 parelles sense fills, 28 parelles amb fills i 4 famílies monoparentals amb fills.
La població ha evolucionat segons el següent gràfic:
Habitants censats

### Habitatges
El 2007 hi havia 80 habitatges, 66 eren l'habitatge principal de la família, 5 eren segones residències i 9 estaven desocupats. 78 eren cases i 2 eren apartaments. Dels 66 habitatges principals, 49 estaven ocupats pels seus propietaris, 14 estaven llogats i ocupats pels llogaters i 3 estaven cedits a títol gratuït; 9 tenien tres cambres, 24 en tenien quatre i 33 en tenien cinc o més. 55 habitatges disposaven pel capbaix d'una plaça de pàrquing. A 28 habitatges hi havia un automòbil i a 35 n'hi havia dos o més.

### Piràmide de població
La piràmide de població per edats i sexe el 2009 era:
| Homes | Edats   | Dones |
| ----- | ------- | ----- |
| 0     | 95 o +  | 0     |
| 0     | 90 a 94 | 0     |
| 4     | 85 a 89 | 0     |
| 4     | 80 a 84 | 0     |
| 4     | 75 a 79 | 0     |
| 4     | 70 a 74 | 0     |
| 0     | 65 a 69 | 8     |
| 8     | 60 a 64 | 4     |
| 0     | 55 a 59 | 0     |
| 0     | 50 a 54 | 0     |
| 8     | 45 a 49 | 4     |
| 0     | 40 a 44 | 4     |
| 8     | 35 a 39 | 0     |
| 12    | 30 a 34 | 4     |
| 0     | 25 a 29 | 4     |
| 8     | 20 a 24 | 0     |
| 8     | 15 a 19 | 4     |
| 0     | 10 a 14 | 0     |
| 0     | 5 a 9   | 0     |
| 4     | 0 a 4   | 0     |

## Economia
El 2007 la població en edat de treballar era de 103 persones, 80 eren actives i 23 eren inactives. De les 80 persones actives 74 estaven ocupades (41 homes i 33 dones) i 6 estaven aturades (3 homes i 3 dones). De les 23 persones inactives 6 estaven jubilades, 8 estaven estudiant i 9 estaven classificades com a «altres inactius».

### Ingressos
El 2009 a Murtin-et-Bogny hi havia 69 unitats fiscals que integraven 180 persones, la mediana anual d'ingressos fiscals per persona era de 15.535 €.

### Activitats econòmiques
L'únic establiment que hi havia el 2007 era d'una empresa d'hostatgeria i restauració.
L'any 2000 a Murtin-et-Bogny hi havia 11 explotacions agrícoles que ocupaven un total de 375 hectàrees.

## Poblacions més properes
El següent diagrama mostra les poblacions més properes.